# Ханукальный куст

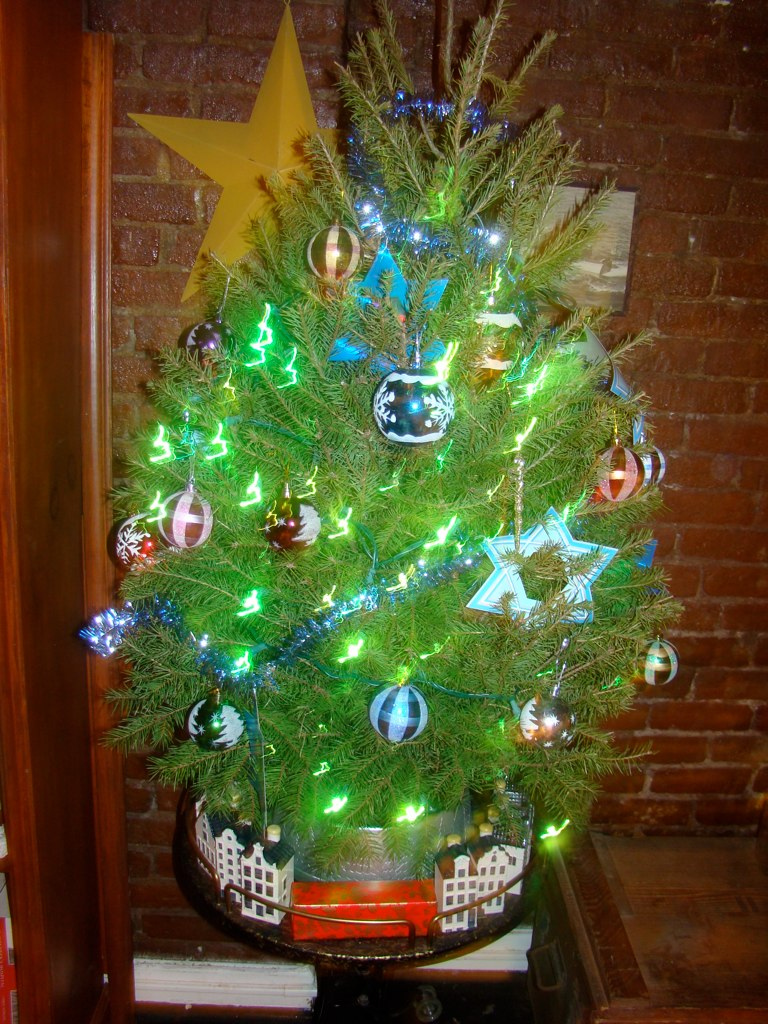
Ханукальный куст с украшениями, включая декоративную Звезду Давида.

Ханукальный куст (англ. Hanukkah bush) — куст или дерево, настоящее или искусственное, которое некоторые еврейские семьи в Северной Америке выставляют в своих домах на время Хануки. По сути, это может быть рождественская ёлка с украшениями на еврейскую тематику. Ассоциируется с Хрисмукой.

## История
Обычай является предметом разногласий между теми евреями, которые считают его, особенно в его «похожих на менору» проявлениях, ярко выраженным еврейским растительным знаком; и теми евреями, которые считают его ассимиляционной вариацией рождественской ёлки, особенно когда таковой неотличим от последней. Последняя группа обеспокоена тем, что евреи, как кажется, отходят от иудейских и переходят к христианским богословским традициям. Ханукальные кусты сегодня не одобряются большинством раввинов, но некоторые реформистские, реконструктивистские и более либеральные консервативные раввины не возражают против этой традиции.